# Промышленный район (Владикавказ)
Промышленный район — один из четырёх внутригородских районов Владикавказа (Республика Северная Осетия-Алания, Россия).

## География
Занимает северо-восточную часть города. Промышленному району также подчинён посёлок городского типа Заводской.

## Население
| 1979    | 1989    | 2002    | 2009    | 2010    | 2011    | 2012    |
| ------- | ------- | ------- | ------- | ------- | ------- | ------- |
| 69 746  | ↘59 970 | ↘59 530 | ↘57 340 | ↘55 424 | ↘55 379 | ↘54 896 |
| 2013    | 2014    | 2015    | 2016    | 2017    | 2018    | 2019    |
| ↘53 862 | ↘53 527 | ↗53 547 | ↘53 338 | ↘52 724 | ↘52 471 | ↘52 082 |
| 2020    | 2021    | 2023    | 2024    | 2025    |         |         |
| ↘51 758 | ↘45 561 | ↘45 557 | ↗45 573 | ↗45 623 |         |         |

Население района без учёта подчинённого ему пгт составляет 45 623 человек (2025 год). В пгт  Заводской проживает 15 316 человек (2025 год).

## История
Промышленный район в г. Орджоникидзе (ныне Владикавказ) образован Указом Президиума Верховного Совета РСФСР от 10 июля 1962 года. 